# Desna Tsjernihiv
Desna Tsjernihiv (Oekraïens: Десна Чернігів) is een Oekraïense voetbalclub uit Tsjernihiv.

## Geschiedenis
De club werd in 1960 opgericht als Avangard Tsjernigov, volgens de Russische spelling nog in die tijd. Het volgende jaar werd de naam Desna Tsjernigov aangenomen. Na het uiteenvallen van de Sovjet-Unie ging de club onder de Oekraïense naam Desna Tsjernihiv in de Persja Liha spelen, de tweede klasse. Na drie seizoenen degradeerde de club. In 1997 werd de club kampioen en kon opnieuw terugkeren voor twee jaar. Na zeven jaar derde klasse, met vaak in de top drie kon de club in 2006 eindelijk terug promotie afdwingen. Na een plaats in de lagere middenmoot eindigde de club drie jaar op rij in de top tien, maar in 2010 kreeg de club geen licentie en moest terug naar de derde klasse. In 2013 kon de club opnieuw de titel winnen en terug promotie afdwingen. Na twee vijfde plaatsen eindigde de club in 2016 achtste. In het seizoen 2016/17 eindigde de club als tweede maar kreeg geen licentie om te promoveren naar de Premjer Liha. In 2018 promoveerde de club na play-off wedstrijden tegen Zirka Kropyvnytsky.

## In Europa
Uitslagen vanuit gezichtspunt Desna Tsjernihiv
| Seizoen | Competitie    | Ronde | Land               | Club          | Totaalscore | 1e W    | 2e W | PUC |
| ------- | ------------- | ----- | ------------------ | ------------- | ----------- | ------- | ---- | --- |
| 2020/21 | Europa League | 3Q    | Vlag van Duitsland | VfL Wolfsburg | 0-2         | 0-2 (U) |      | 0.5 |

Dynamo Kiev · 
Inhoelets ·
Karpaty Lviv ·
Kolos Kovalivka · 
Kryvbas Kryvy Rih · 
LNZ Tsjerkasy · 
Livyi Bereh ·
Obolon · 
Oleksandrija · 
Polissja Zjytomyr · 
Roech Lviv · 
Sjachtar Donetsk · 
Tsjornomorets Odessa · 
Veres Rivne · 
Vorskla Poltava · 
Zorja Loehansk